# شارانسيو (إزار)
شارانسيو هي بلدية في إزار في جنوب شرق فرنسا.